# Jakub Szapiro

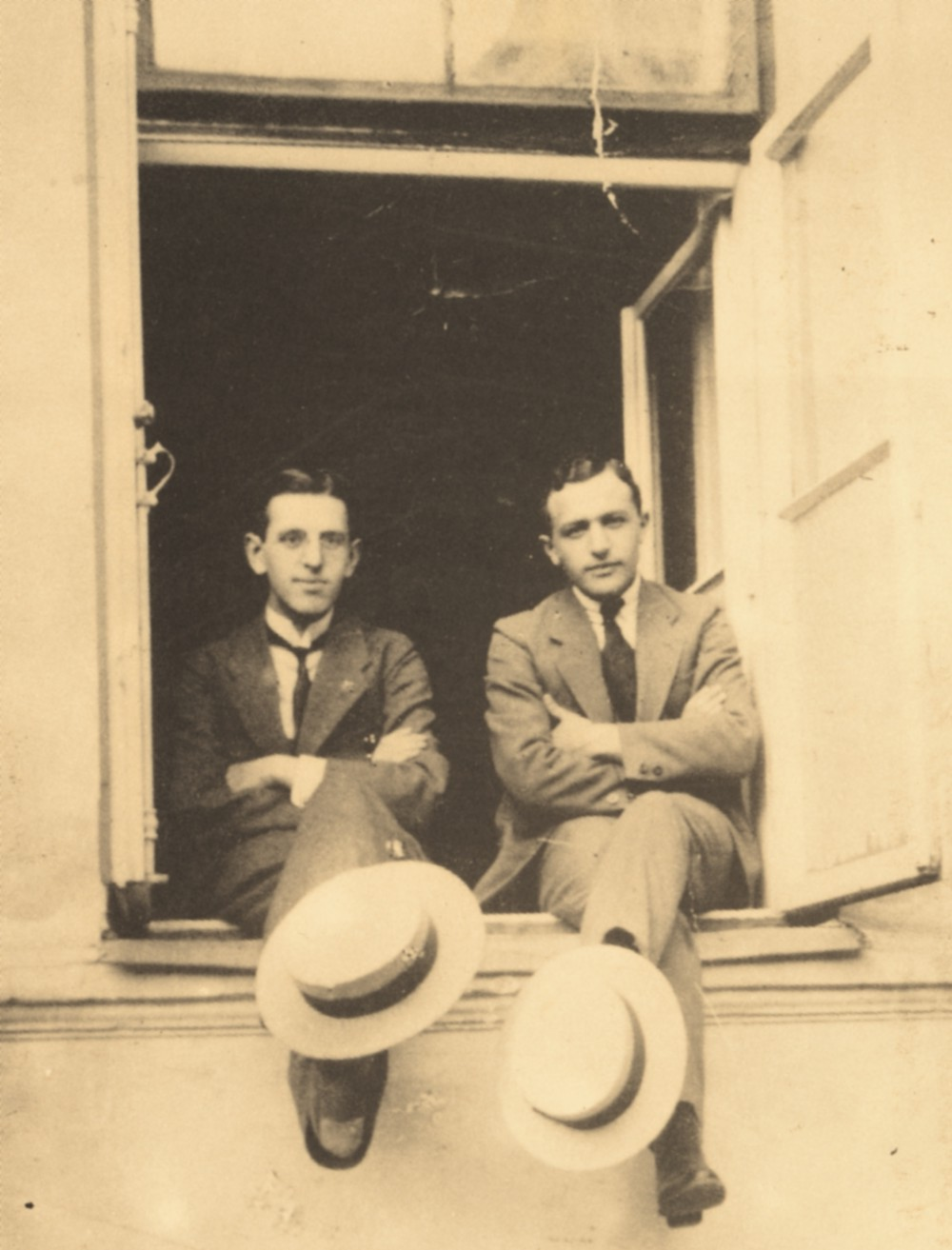
Jakub Szapiro i Abraham Zbar w oknie kamienicy przy ul. Lipowej 33 w Białymstoku

Jakub Szapiro (esp. Jakobo Ŝapiro; ur. 29 października 1897 w Białymstoku, zm. 12 lipca 1941 tamże) – polski dziennikarz, literat i nauczyciel, propagator sztucznego, międzynarodowego języka esperanto, założyciel Towarzystwa Esperanckiego im. Ludwika Zamenhofa, poprzednika Białostockiego Towarzystwa Esperantystów.

## Życiorys
Urodził się 29 października 1897 w Białymstoku. Jego rodzicami byli Aron Szapiro i Maria z domu Tropp.
Z jego inicjatywy jako sekretarza władz miejskich w Białymstoku 11 czerwca 1919 przemianowano ulicę Zieloną na ulicę Zamenhofa. 26 listopada 1920 podjął się założenia Towarzystwa Esperanckiego im. Zamenhofa, lecz towarzystwa nie zarejestrowano. Kolejną, skuteczną tym razem, próbę podjął 17 lipca 1922 roku i od tego dnia do 1939 był prezesem organizacji.
Został zamordowany wraz z rodziną 12 lipca 1941 na placu w Lesie Pietrasze, po wkroczeniu wojsk niemieckich do Białegostoku.
Miał żonę Ewę i dwóch synów: Artura (ur. 12 lutego 1922) i Adama (zm. 23.01.1934).

## Publikacje
- La mondmilito kaj Esperanto, 1915 (Wojna światowa i esperanto)
- Babiladoj de Bonhumora Zamenhofano, 1921 (Opowiastki wesołego esperantysty)
- Humoraj felietonoj, 1923 (Felietony humorystyczne)
- Gvidilo tra Bialystok, la nask-urbo de nia Majstro, 1923 (Przewodnik po Białymstoku, mieście urodzin naszego Mistrza)
- Esperanto szlisl, 1927 (Klucz do esperanta)

## Upamiętnienie

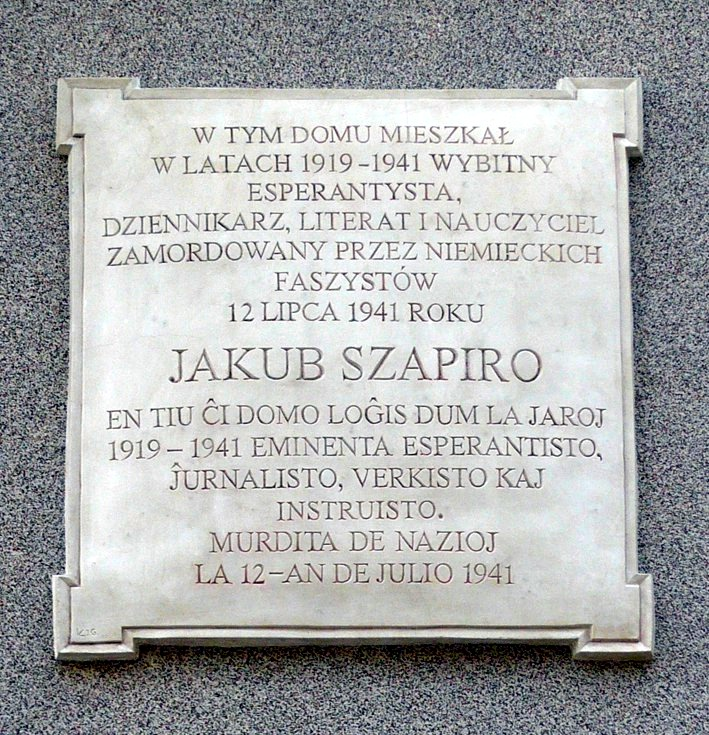
Tablica pamiątkowa przy ul. Lipowej 33 w Białymstoku

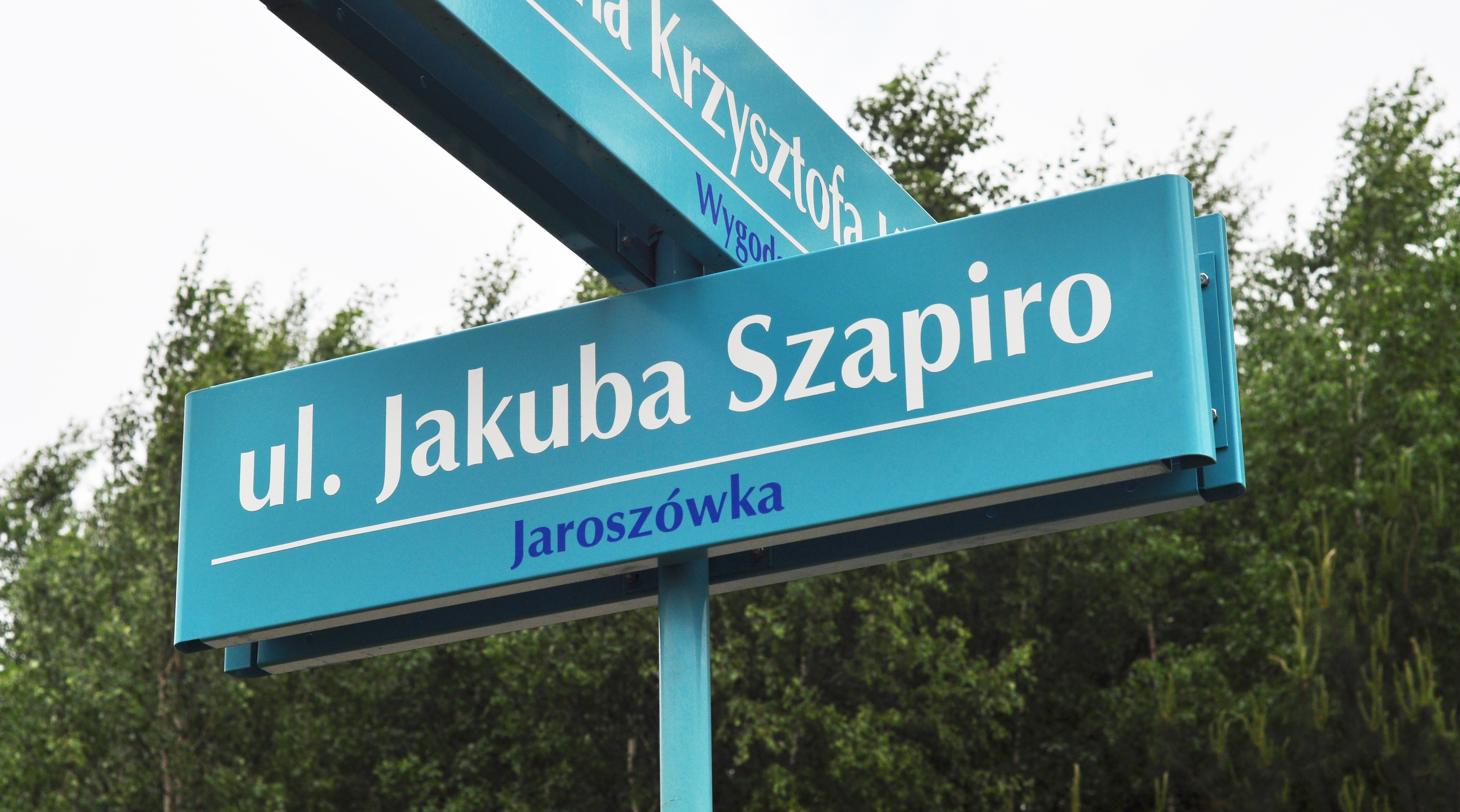
Ulica Jakuba Szapiro w Białymstoku

12 lipca 1991 na ścianie rodzinnego domu Jakuba Szapiro przy ul. Lipowej 33, w obecności siostrzenicy Jakuba Szapiro Felicji Raszkin-Nowak i prezydenta miasta Białegostoku Lecha Rutkowskiego powieszono tymczasową tablicę na drewnianym podłożu. 10 lipca 2009 dokonano uroczystego odsłonięcia nowej tablicy pamiątkowej z tekstami w językach polskim i esperanto:
W tym domu mieszkał w latach 1919–1941 wybitny esperantysta, dziennikarz, literat i nauczyciel, zamordowany przez niemieckich faszystów 12 lipca 1941 roku Jakub Szapiro.
Dom rodzinny Jakuba Szapiro jest jednym z punktów otwartego w czerwcu 2008 r. Szlaku Dziedzictwa Żydowskiego w Białymstoku opracowanego przez grupę doktorantów i studentów UwB – wolontariuszy Fundacji Uniwersytetu w Białymstoku. Obiekt ten zaznaczono również na otwartym w czerwcu 2009 roku przez firmę Landbrand Szlaku esperanto i wielu kultur.
24 kwietnia 2017 Rada Miasta Białystok podjęła uchwałę o nadaniu nazwy ulicy Jakuba Szapiro na osiedlach Jaroszówka i Wygoda. 31 maja zamontowano tablice z nową nazwą.
19 lutego 2019 znalazł się wśród 10 najwybitniejszych białostoczan 100-lecia Białegostoku, wybranych przez kapitułę powołaną przez Prezydenta miasta z okazji 100-lecia odzyskania niepodległości.